# Aulogymnus gallarum
Aulogymnus gallarum is een vliesvleugelig insect uit de familie Eulophidae. De wetenschappelijke naam is gepubliceerd in 1761 door Linnaeus.